# Indépendance Cha Cha
Indépendance Cha Cha est une chanson interprétée par le chanteur congolais Grand Kallé accompagné de son groupe l'African Jazz. 

## Histoire

### Écriture
Joseph Kabasele, connu sous le pseudo de Grand Kallé, fonde en 1953 l'orchestre African Jazz avec lequel il révolutionne la musique congolaise, en électrifiant la rumba, y introduisant également les musiques cuivrées importées de Cuba et des Antilles par les marins. Tumbas et trompettes s'associent alors aux chants et tambours traditionnels. Or, depuis les années 1950, les musiques congolaises font danser toute l'Afrique grâce à la diffusion du lingala à la puissance des émetteurs des radios congolaises qui couvrent une grande partie du continent et la qualité indéniable de cette musique festive.
Kabasele est la première vedette africaine à se produire en Belgique et ce, à l'occasion de la fameuse Table ronde au cours de laquelle devait se décider l'avenir de l'ex-Congo belge. En janvier 1960, cette table ronde réunit à Bruxelles les leaders politiques indépendantistes congolais, dont Joseph Kasa-Vubu (futur président) et son rival Patrice Lumumba (futur chef du gouvernement), et les autorités belges afin de négocier les contours du futur Congo (actuelle République démocratique du Congo). À l'issue de la Table ronde, la date de l'indépendance est fixée au 30 juin 1960. Pour l'occasion Grand Kallé compose Indépendance cha cha qui est diffusée au Congo par Radio Congo belge et c’est par elle que les Congolais apprennent l’indépendance de leur pays. Elle s'impose aussitôt comme l'hymne des mouvements anticolonialistes dans toute l'Afrique noire et devient le premier tube panafricain. Le musicien Gilles Sala a déclaré plus tard que cela (avec les deux autres enregistrements de HMV) « avait envoyé une onde de choc musicale. C'était assez extraordinaire, cette musique spontanée et naturelle ».

## Paroles
Rumba congolaise au rythme entraînant et à la symbolique très riche, elle mixe les influences latines, jazz et africaines. 
Les paroles sont chantées dans les trois langues principales du Congo (le lingala, le tshiluba et le kikongo) pour être comprises par le plus grand nombre: 
| Paroles de Indépendance Cha Cha | Traduction (intégralement) en français |
| --- | --- |
| Independance Cha-cha to zuwi ye! Oh Kimpwanza cha-cha tubakidi Oh Table Ronde cha-cha ba gagner oh! Oh Lipanda cha-cha tozuwi ye! Independance Cha-cha to zuwi ye! Oh Kimpwanza cha-cha tubakidi Oh Table Ronde cha-cha ba gagner oh! Oh Lipanda cha-cha tozuwi ye! ASORECO na ABAKO Bayokani Moto moko Na CONAKAT na CARTEL Balingani na FRONT COMMUN Bolikango, Kasavubu mpe Lumumba na Kalondji Bolya, Tshombe, Kamitatu, oh Essandja, Mbuta Kanza. Independance Cha-cha to zuwi ye! Oh Kimpwanza cha-cha tubakidi Oh Table Ronde cha-cha ba gagner oh! Oh Lipanda cha-cha tozuwi ye! Na MNC, na UGECO ABAZI, na PDC Na PSA, na African Jazz na Table Ronde mpe ba gagner! Independance Cha-cha to zuwi ye! Oh Kimpwanza cha-cha tubakidi Oh Table Ronde cha-cha ba gagner oh! Oh Lipanda cha-cha tozuwi ye! Independance Cha-cha to zuwi ye! Oh Kimpwanza cha-cha tubakidi Oh Table Ronde cha-cha ba gagner oh! Oh Lipanda cha-cha tozuwi ye! | Indépendance cha cha nous avons gagné ! Nous sommes enfin libres Oh Table ronde cha cha nous avons gagné ! Indépendance cha cha te voilà enfin entre nos mains ! Indépendance cha cha nous avons gagné ! Nous sommes enfin libres Oh Table ronde cha cha nous avons gagné ! Indépendance cha cha te voilà enfin entre nos mains ! L'ASSORECO et l'ABAKO comme partis (politiques) Comme un seul homme ils ont signé le pacte Associant la CONAKAT et le CARTEL Ils se sont unis en front commun Bolikango, Kasavubu avec Lumumba et Kalondji Bolya, Tshombe, Kamitatu, oh Essandja, Mbuta Kanza. Indépendance cha cha nous avons gagné ! Nous sommes enfin libres Oh Table ronde cha cha nous avons gagné ! Indépendance cha cha te voilà enfin entre nos mains ! Le MNC, l'UGECO L'ABAZI, le PDC Le PSA, avec African Jazz à la Table Ronde nous avons gagné ! Indépendance cha cha nous avons gagné ! Nous sommes enfin libres Oh Table ronde cha cha nous avons gagné ! Indépendance cha cha te voilà enfin entre nos mains ! Indépendance cha cha nous avons gagné ! Nous sommes enfin libres Oh Table ronde cha cha nous avons gagné ! Indépendance cha cha te voilà enfin entre nos mains ! |

Les principaux versets de la chanson comprennent les acronymes des principales factions politiques au sein du mouvement indépendantiste congolais. L'Association des Ressortisants du Haut-Congo (ASORECO), l'Alliance des Bakongo (ABAKO), la Confédération des associations tribales du Katanga (CONAKAT), le Cartel Katangais (Cartel), le Front Commun, le Mouvement National Congolais (MNC), le Parti National du Progrès (PNP), l'UGECO, l'Alliance des Bayanzi (ABAZI) et le Parti solidaire africain (PSA) sont tous mentionnés.
Un certain nombre de politiciens (dont certains chefs de parti) sont mentionnés par leur nom de famille. Dans l'ordre, ce sont: Jean Bolikango, Joseph Kasa-Vubu, Patrice Lumumba, Albert Kalonji, Paul Bolya, Moïse Tshombé, Cléophas Kamitatu, Ferdinand Essandja et Daniel Kanza.

## Héritage
Indépendance Cha cha est interprété dans l'une des scènes du film Lumumba de 2000, réalisé par Raoul Peck. Il est également apparu dans le documentaire de Peck Lumumba, la mort d'un prophète. Une adaptation a été réalisée par le musicien belgo-congolais Baloji, intitulée Le Jour d'Après / Siku Ya Baadaye dans l'album Kinshasa Succursale. Une autre adaptation a été réalisée par Gérard Addat, intitulée La Liberté Cha Cha.

## Artistes ayant participé
Tous les artistes ne sont pas répertoriés :
- Grand Kallé — chant
- Vicky Longomba — chant
- Roger — chant et maracas
- Dr. Nico — guitare
- Déchaud[3] — guitare
- Brazzos — basse
- Petit Pierre : tumbas